# Chiesa di San Giulio (Cavenago di Brianza)
La chiesa di San Giulio è la parrocchiale di Cavenago di Brianza, in provincia di Monza e Brianza ed arcidiocesi di Milano; fa parte del decanato di Vimercate.

## Storia
La prima citazione di una chiesa a Cavenago di Brianza, fondata secondo la tradizione proprio da San Giulio, è da ricercare nel Liber Notitiae Sanctorum Mediolani, scritto da Goffredo da Bussero sul finire del XIII secolo, in cui si legge che essa era filiale della pieve di Vimercate; tale situazione è confermata nella Notitia Cleri del 1398.
Nel 1606 l'arcivescovo Federigo Borromeo annotò che nella chiesa aveva sede il sodalizio del Santissimo Sacramento, menzionato anche negli atti relativi alla visita del 1686 dell'arcivescovo Federico Visconti.
La prima pietra della nuova chiesa venne posta nel 1732; l'edificio fu portato a compimento due anni dopo; nel 1756 l'arcivescovo Giuseppe Pozzobonelli, compiendo la sua visita pastorale, trovò che la parrocchiale aveva come filiali gli oratori di San Francesco da Paola, di San Giuseppe e di Santa Maria in Campo e che i fedeli ammontavano a 557.
Grazie alla Nota parrocchie Stato di Milano, redatta nel 1781, si conosce che al censimento nel 1780 i fedeli risultavano essere saliti a 604 e che il reddito era di circa 1509 lire.
Dalla relazione della visita pastorale dell'arcivescovo Andrea Carlo Ferrari del 1900 si apprende che la parrocchiale, in cui aveva sede la confraternita del Santissimo Sacramento, aveva alle proprie dipendenze la chiesetta di Santa Maria in Campo presso la Cascina Morettini e che il numero dei fedeli era pari a 2022.
Nel 1909 iniziarono i lavori di ampliamento della chiesa; l'intervento, che portò alla costruzione delle cappelle laterali e all'allungamento della navata, fu terminato nel 1910.
Tra il 1977 e il 1979 venne condotta una ristrutturazione per volere dell'allora parroco don Eligio Genoni.

## Descrizione

### Facciata
La facciata della chiesa è suddivisa da una cornice marcapiano in due registri; quello inferiore, scandito da lesene d'ordine dorico, presenta il portale d'ingresso, mentre quello superiore, tripartito da lesene ioniche e coronato dal timpano triangolare, è caratterizzato da una finestra.

### Interno
L'interno dell'edificio è costituito da una sola navata, sulla quale si affacciano le cappelle laterali; opere di pregio qui conservate sono l'organo, costruito nel 1830 e collocato nel presbiterio, e l'affresco raffigurante la Madonna con Bambino, proveniente dalla summenzionata chiesetta di Santa Maria in Campo.